# Toronto Indoor 1986
Il Toronto Indoor 1986 è stato un torneo di tennis giocato sintetico indoor. È stata la 9ª edizione dello Toronto Indoor, che fa parte del Nabisco Grand Prix 1986. Si è giocato a Toronto in Canada dal 3 al 9 febbraio 1987.

## Campioni

### Singolare maschile
Joakim Nyström ha battuto in finale  Milan Šrejber con il punteggio di 6–1, 6–4

### Doppio maschile
Wojciech Fibak /  Joakim Nyström hanno battuto in finale  Christo Steyn /  Danie Visser con il punteggio di 6–3, 7–6